# Großthiemig
Großthiemig település Németországban, azon belül Brandenburgban. Lakosainak száma 990 fő (2023. december 31.).

## Népesség
A település népességének változása:
| Lakosok száma | 1039 | 1018 | 1004 | 1014 | 990  |
|               | 2017 | 2019 | 2021 | 2022 | 2023 |